# 朱常澂
鄭王朱常澂（？—1646年），是靜王朱翊鐸之子，明朝第八代鄭王。崇禎十七年（1644年）北京失守，明朝亡，朱翊鐸下落不明。於是他襲封鄭王，但何年襲封則不可考。隆武二年（1646年）十二月，廣州府失守，朱常澂遇害，未知南明朝廷有否賜諡號，後來由其子朱由？嗣位。